# Escala Bayley
La escala Bayley es un instrumento de evaluación del desarrollo mental y psicomotor en la edad temprana. Se aplica individualmente durante un tiempo aproximado de 45 minutos a sujetos con una edad comprendida entre un mes y dos años y 6 meses cronológicos. Su uso es fundamental para la detección precoz de determinadas condiciones neurológicas como los trastornos del espectro autista.

## Componentes
Los aspectos que evalúa son tres: mental, psicomotricidad y registro comportamental.
1. Mental: Analiza aspectos relacionados con el desarrollo cognitivo y la capacidad de comunicación.
2. Psicomotricidad: proporciona una medida del grado de control del cuerpo, de la coordinación de los músculos grandes y de la habilidad manipulativa de manos y dedos.
3. Registro comportamental: analiza la naturaleza de las orientaciones sociales y objetivos hacia el entorno.